# Tatiana Deviatova
Tatiana Deviatova (Kupiansk, Ucrania, Unión Soviética, 19 de septiembre de 1948) es una nadadora soviética retirada especializada en pruebas de estilo libre, donde consiguió ser medallista de bronce olímpica en 1964 en los 4 x 100 metros estilos.

## Carrera deportiva
En los Juegos Olímpicos de Tokio 1964 ganó la medalla de bronce en los relevos de 4 x 100 metros estilos, con un tiempo 4:39.2 segundos, tras Estados Unidos (oro) y Países Bajos (plata); sus compañeras de equipo fueron las nadadoras: Tatiana Savelieva, Svetlana Babanina y Natalia Ustinova.